# 台灣推理作家協會徵文獎
台灣推理作家協會徵文獎是2003年起每年由社團法人台灣推理作家協會舉辦的推理小說新人獎，前身為「人狼城推理文學獎」，自第6屆起改為現名，為華文推理界培育新秀的搖籃，歷屆首獎得主或決選入圍者包括林斯諺、冷言、陳嘉振、寵物先生、陳浩基、天地無限等推理名家。當年入圍決選的所有作品皆會集結出版成書，頒獎典禮於每年夏天與台灣推理作家協會年會合併舉行，目前已發展為台灣推理小說迷的年度盛事。

## 沿革
根據中興大學台灣文學與跨國文化研究所教授陳國偉的整理，台灣推理文學場域進入1990年代後產生劇烈震盪，原來在1980年代具有主導力量的林佛兒與林白出版社，被詹宏志與其規劃的「謀殺專門店」書系所置換，在推理敘事典範上也產生更迭，並由日本轉向西方。隨著1998年第三屆時報文學百萬小說獎的舉辦，推理文學場域不僅與主流文壇逐漸疊合，更引發主流媒體與網路推理讀者對於推理小說類型定義的角力，繼而催生了2002年自網路崛起的「人狼城推理文學獎／台灣推理作家協會徵文獎」的舉辦，形成新一波意圖另立場域規則的主導權力爭奪，並進行日本推理敘事典範的在地生產。
台灣推理作家協會至今成立超過20年，如今已是全球華文推理的重要基地，所舉辦之本徵文獎不僅是台灣歷史最悠久的文學新人獎項之一，許多揚名海外的華文推理小說家也都從這裡出道，並已陸續在海內外跨域交出成績，例如天地無限《第四名被害者》改編影集《誰是被害者》，創下Netflix亞洲地區華語原創劇最佳紀錄，其作品並有多部已售出影視版權。而以《13·67》創下空前紀錄的陳浩基，已超越幾米，有望追上吳明益，成為授權最多語文譯本的華文作家，目前已知至少有3部作品在等待改拍。

## 規則

### 徵稿對象
推理小說屬類型文學的一支，除強調邏輯思維、重視劇情架構外，並能兼具小說的文學性與解謎的娛樂性。凡符合上述之創作精神，文長在一萬五千字至三萬字之間的短篇推理，均屬徵稿範圍之列。過去曾投稿之作品不可重新修改後再參賽，歷屆首獎得主亦無參賽資格。居住在台灣以外的寫作者亦可參加，也曾出現來自馬來西亞及香港的首獎得主。

### 評選方式
採三階段性評選，分初選、複選和決選，由各階段評審群依序選出首獎作品。

### 給獎辦法
- 首獎得主：第1、2屆首獎獎金為新台幣三萬元，自第3屆起提高為新台幣五萬元，以及首獎獎座、入圍獎狀一紙。[5]
- 其他決選入圍者：各獲得獎金新台幣四千元，以及入圍獎狀一紙。若同一作者入圍數篇，獎金按篇數累計。[5]

## 歷屆得獎情形
| 屆次          | 總投稿數 | 首獎得主及作品                          | 決選入圍者及作品 | 決選評審                             | 收錄書名 |
| ------------- | -------- | --------------------------------------- | --- | ------------------------------------ | --- |
| 第1屆 2003年  | 5        | 從缺                                    | （本屆未採決選制） 佳作 - 林斯諺〈霧影莊殺人事件〉 - 呂仁〈正命〉 其他投稿作品 - 冷言〈空屋〉（網路讀者投票第一名） - 陳嘉振〈染血的街景〉 - 謝侑倫〈奪命連發槍〉 | 黃鈞浩 杜鵑窩人 藍霄                 | - 〈霧影莊殺人事件〉收錄於《霧影莊殺人事件》 - 〈空屋〉收錄於《風吹來的屍體》 - 〈染血的街景〉刊載於《推理雜誌》2007年10月號                                                                                      |
| 第2屆 2004年  | 5        | 林斯諺 〈羽球場的亡靈〉                 | （本屆未採決選制） 其他投稿作品 - 哲儀〈勿忘我〉 - 林依俐〈1＋1－1×44〉 - 李柏青〈換帖〉 - 冷言〈風吹來的屍體〉                                                   | 杜鵑窩人 景翔 既晴                   | - 〈羽球場的亡靈〉收錄於《霧影莊殺人事件》 - 〈勿忘我〉收錄於《血紅色的情書》 - 〈1＋1－1×44〉刊載於《野葡萄文學誌》2004年12月號 - 〈換帖〉刊載於《推理雜誌》2006年7月號 - 〈風吹來的屍體〉收錄於《風吹來的屍體》 |
| 第3屆 2005年  | 25       | 哲儀 〈血紅色的情書〉                   | - 秀霖（陳彥霖）〈淒月〉 - 張博鈞〈蒼茫的幻月之下，倆人……〉 - 白李〈行過死蔭幽谷〉 - 方志峰〈課桌椅間的屍體〉 - 無牙〈假如〉                                      | 杜鵑窩人 景翔 既晴                   | 〈血紅色的情書〉收錄於《血紅色的情書》 |
| 第4屆 2006年  | 43       | 張博鈞 〈火之闇之謎之闇之火〉           | - 秀霖（陳彥霖）〈鬼鈴魂〉 - 寵物先生〈名為殺意的觀察報告〉 | 杜鵑窩人 景翔 既晴                   | 《魅影殺機》 |
| 第5屆 2007年  | 28       | 寵物先生 〈犯罪紅線〉                   | - 文善〈瑪門〉 - 秀霖〈第九種結局〉 | 杜鵑窩人 景翔 既晴                   | 《誘殺》 |
| 第6屆 2008年  | 36       | 知言 〈Absinthe〉                       | - 林佑叡〈房家莊〉 - 文善〈多馬〉 - 陳浩基〈傑克魔豆殺人事件〉 | 杜鵑窩人 景翔 既晴                   | 《謎霧殺機》、《魔鬼交易》 |
| 第7屆 2009年  | 39       | 陳浩基 〈藍鬍子的密室〉                 | - 陳浩基〈窺伺藍色的藍〉 - 高普〈西巴斯貝之戀〉 | 杜鵑窩人 景翔 黃羅                   | 《神的微笑》 |
| 第8屆 2010年  | 65       | 風神 〈少女的祈禱〉                     | - 文善〈畢業生大逃殺〉 - 東默農〈刑〉 - 何敬堯〈盡頭之濱〉 - 高普〈索菲亞．血色謎團〉                                                                             | 杜鵑窩人 景翔 冷言                   | 《第八屆徵文獎作品集》 |
| 第9屆 2011年  | 34       | 從缺                                    | - 言雨〈玻小姐的第一次〉 - 萊曼．格林〈燃點〉 - 余峰〈北一女制服的祕密〉 - 霍筆砍〈三狂人殺人事件〉                                                               | 杜鵑窩人 景翔 冷言                   | 《第九屆徵文獎作品集》 |
| 第10屆 2012年 | 53       | 天地無限 〈舉手之勞的正義〉             | - 天棠〈死亡遊戲〉 - 董籬〈推理有時得在午餐前〉 - 四維宗〈她的左眼所沒看見的謀殺〉                                                                                | 景翔 杜鵑窩人 黃羅 陳浩基 寵物先生   | 《死亡遊戲──台灣推理作家協會第十屆徵文獎》 |
| 第11屆 2013年 | 53       | 四維宗 〈倒帶謀殺以及連環殺人魔的困擾〉 | - 吳柏翰〈惡意火〉 - 燼霖〈三分之一的殺人〉 - 余峰〈末日的笑靨〉                                                                                                  | 景翔 杜鵑窩人 黃羅 陳浩基 寵物先生   | 《倒帶謀殺：台灣推理作家協會第十一屆徵文獎作品集》 |
| 第12屆 2014年 | 46       | 餅乾怪獸 〈平安夜的賓館總是客滿〉       | - 呂仁〈ETC殺人事件〉 - 唐墨〈山婆假燒金〉 - 霞月〈推理遊戲〉 - 張乃玓〈意外計畫〉                                                                                | 杜鵑窩人 黃羅 寵物先生 李柏青 陳浩基 | 《平安夜的賓館總是客滿：台灣推理作家協會第十二屆徵文獎作品集》 |
| 第13屆 2015年 | 43       | 〈聽海的聲音〉                          | - 張乃玓〈寂寞球體〉 - 呂仁〈重返竊案現場〉 - 霞月〈夏燕芙蓉〉 - 阿七〈獅山大兄與749〉                                                                            | 杜鵑窩人 寵物先生 黃羅 路那 陳浩基   | 《寂寞球體：台灣推理作家協會第十三屆徵文獎作品集》 |
| 第14屆 2016年 | 52       | 舟動 〈進化的引信〉                     | - 霞月〈踏雪無痕〉 - 弋蘭〈法律與淑女〉 - 沙棠〈天蠍之鉤〉 - 克拉珊〈廢墟惡靈〉                                                                                   | 冬陽 杜鵑窩人 冷言 陳蕙慧 寵物先生   | 《天蠍之鉤：第十四屆台灣推理作家協會徵文獎合輯》 |
| 第15屆 2017年 | 42       | 柳豫 〈華麗的拋物線〉                   | - 張乃玓〈見詭旅社〉 - 林詩七〈起死回生的塞班之戀〉 - 〈赫爾辛基眼淚〉                                                                                            | 冷言 杜鵑窩人 陳國偉 陳蕙慧 路那     | 《華麗的拋物線：第十五屆台灣推理作家協會徵文獎合輯》 |
| 第16屆 2018年 | 47       | 〈致命偶像〉                            | - 克拉珊〈牆破證〉 - 王稼駿〈亞斯伯格的雙魚〉 - 冒業〈古典力學的象徵謀殺〉 - 厭世學者〈廣告超人〉                                                                 | Clain 杜鵑窩人 哲儀 陳蕙慧 寵物先生  | 《亞斯伯格的雙魚：第十六屆台灣推理作家協會徵文獎合輯》 |
| 第17屆 2019年 | 57       | 王元 〈海洋裡的密室〉                   | - 八千子〈少女監禁六十天〉 - 余索〈山間别墅〉 - 重慶月經詩人〈白居寺站〉 - 吳非〈和騎士度過的那一夜〉                                                             | 杜鵑窩人 冷言 陳蕙慧 葉桑 路那       | 《和騎士度過的那一夜（第十七屆台灣推理作家協會徵文獎作品集）》 |
| 第18屆 2020年 | 50       | 會拍動 〈初心村的偵探事務所〉           | - 牛小流〈偵探在菜市場裡迷了路〉 - 冷水砼〈冬日將盡〉 - 冒業〈所羅門的決斷〉 - 鍾岳〈似曾相識〉                                                                   | Clain 杜鵑窩人 胡杰 陳蕙慧 哲儀      | 《偵探在菜市場裡迷了路（第十八屆台灣推理作家協會徵文獎作品集）》 |
| 第19屆 2021年 | 57       | 冒業 〈千年後的安魂曲〉                 | - 王稼駿〈願望列車〉 - 何其美〈鐵皮屋裡的螢火蟲〉 - 懶神〈請收看謀殺直播〉                                                                                        | 天地無限 杜鵑窩人 冷言 陳蕙慧 路那   | 《鐵皮屋裡的螢火蟲（第十九屆台灣推理作家協會徵文獎作品集）》 |
| 第20屆 2022年 | 70       | 鍾岳 〈救風塵〉                         | - 青奈〈冰涼的殺意〉 - 馬丹尼〈冰室〉 - 光卿〈FoodCat：您的餐點已在路上〉 - 唐墨〈不要相信保羅的話〉                                                              | 杜鵑窩人 陳蕙慧 張亦絢 路那 譚光磊   | 《FoodCat：您的餐點已在路上（第二十屆台灣推理作家協會徵文獎作品集）》 |
| 第21屆 2023年 | 48       | 理想很遠 〈0037〉                       | - 霞月〈風雨渡客棧〉 - 麟左馬〈最慘的一天〉 - 望日〈安心出殯〉 - River〈棒球癡、吸血鬼、詭辯與勞碌命的我〉                                                        | 杜鵑窩人 陳蕙慧 張亦絢 李柏青 譚光磊 | 《0037（第二十一屆台灣推理作家協會徵文獎作品集）》 |
| 第22屆 2024年 | 109      | 馬丹尼 〈信與誠〉                       | - 蕗舟〈吳服店假人殺人案〉 - 謝東翰〈腳踩金庫！近捷運秒殺兩房〉 - 馬丹尼〈信與誠〉 - 懶神〈勿往密室藏匿凶器〉 - 吳非〈傷心棋〉                                    | 杜鵑窩人 陳蕙慧 張亦絢 李柏青 譚光磊 | 《腳踩金庫！近捷運秒殺兩房（第二十二屆台灣推理作家協會徵文獎作品集）》 |
| 第23屆 2025年 | 75       |                                         | - 又町〈大盜唐飛龍〉 - 花聆〈二婆洗冤：安平王城案〉 - 赤蝟〈狼人誕生之處〉 - 格多納〈紅色魔髮選角事件〉 - 默颺〈破地獄〉                                          | 杜鵑窩人 陳蕙慧 張亦絢 唐福睿 路那   | |

## 相關著作
- 施佩吟，2013，國立中興大學台灣文學與跨國文化研究所碩士論文《台灣推理作家協會徵文獎研究（2002～2012）》[26]
- 陳國偉，2013，〈在西方與東亞間擺盪——世紀之交台灣推理文學場域的重構〉，《臺灣文學研究集刊》（NTU Studies in Taiwan Literature）第13期，2013年2月，頁117-148。[2]
- 陳國偉，2013，《越境與譯徑：當代台灣推理小說的身體翻譯與跨國生成》，台北：聯合文學，2013年8月。（科技部人文社會科學研究中心「出版人文及社會科學專書」獎助）[27]

## 外部連結
- 台灣推理作家協會官方網站 （页面存档备份，存于）
- 台灣推理作家協會部落格
- 台灣推理作家協會臉書粉絲團 （页面存档备份，存于）